# Theodor van Hülst
Sicco Theodor van Hülst (* 2. Oktober 1847 in Emden; † 26. März 1926 in Norden, Ostfriesland) war Gutsbesitzer und Mitglied des Deutschen Reichstags.

## Leben
Theodor van Hülst war der Sohn des Mennonitenpredigers Laurens van Hülst und kam als eines von neun Kindern zur Welt.
Er besuchte das Ulrichsgymnasium in Norden und wurde Landwirt. Ab 1865 besuchte er die Ackerbauschule in Neuenburg, 1867/68 die Polytechnische Schule in Hannover und 1869/70 das landwirtschaftliche Lehr-Institut in Berlin. 1871 heiratete er Indina Johanna Hermann Rieken.
Van Hülst war Vorsitzender des Vereins zur Veredlung der Pferde- und Viehzucht in Norden, Vorstandsmitglied des örtlichen Vereins für Armenpflege, sowie Vizepräsident des Landwirtschaftlichen Vereins Norden-Berum und Deich- und Sielrichter. Außerdem war er von 1881 bis 1914 Direktor der Norder Fehn-Gesellschaft.
Von 1884 bis 1893 war er Mitglied des Deutschen Reichstags für den Wahlkreis Provinz Hannover 1 Emden, Norden, Weener und die Nationalliberale Partei. Er gehörte dem Parteivorstand der Nationalliberalen Partei von 1887 bis 1890 an.